# The Emperor's Naked Army Marches On
The Emperor’s Naked Army Marches On, em japonês:  ゆきゆきて、神軍, Yuki Yukite Shingun, é um documentário realizado por Kazuo Hara e que aborda a busca de Okuzaki Kenzo, sobrevivente da Segunda Guerra Mundial de 62 anos que lutou na Guerra do Pacífico em território indonésio, pela verdade acerca do fuzilamento de dois companheiros de regimento realizado por outros companheiros de tropa ocorrido logo após o termino da guerra na Nova Guiné. Após quarenta anos do crime, o qual legalmente poderia ser considerado um homicídio dadas as circunstâncias de término da guerra, Kenzo vai atrás dos combatentes envolvidos para iluminar a questão e exigir que se desculpem perante os familiares das vítimas, que lhe acompanham por parte do documentário.

Previamente à gravação do documentário, Kenzo Okuzaki passou anos preso após seu retorno da guerra ao Japão. Em 1951, cometeu homicídio culposo contra um golpista chamado Nobuhara Kazuo que subtraiu seus investimentos. Apesar do homicídio não ter sido planejado, Okuzaki se recusou a expressar remorso durante o julgamento, motivo pelo qual foi condenado à pena máxima de dez anos. Posteriormente,  foi preso em virtude de protestos relacionados à guerra, tendo atirado bolas de Pachinko  com um estilingue durante o aniversário do Imperador Showa em 1966 . Apesar de nenhuma delas ter atingido o alvo, foi condenado a um ano e meio de prisão, cumprido durante a espera por seu julgamento. Em 1976, foi novamente preso por fazer charges pornográficas com a imagem do Imperador Hirohito, espalhando-as ao jogá-las do topo de prédios, tendo sido liberado em 1978. 

Kenzo tinha como missão de vida denunciar os crimes de guerra japoneses, utilizando para isso um carro de som com palavras de ordem pintadas no capô e nas laterais do veículo, visto ao longo do documentário. Durante a extensão do filme, Kenzo conversa com os parentes das vítimas do fuzilamento e confronta membros do esquadrão de fuzilamento que teriam cometido os assassinatos, bem como o capitão da tropa e seu coronel. Após recolher diversas declarações, conclui-se que os soldados foram mortos por se recusarem a tomar parte no canibalismo de prisioneiros de guerra e de outros soldados japoneses, tendo possivelmente recebido o mesmo destino ao qual se opunham.

Tema amplo do filme é a consciência de que as marcas da guerra são indeléveis, marcado pela crença de Okuzaki de que não se sai de uma guerra impune e de que ela não pode ser esquecida. Seus protestos são fortemente motivados para que próximas guerras sejam evitadas, acreditando, portanto, que é a obrigação moral dos sobreviventes compartilhar suas experiências.